# Antonio Escobar y Mendoza

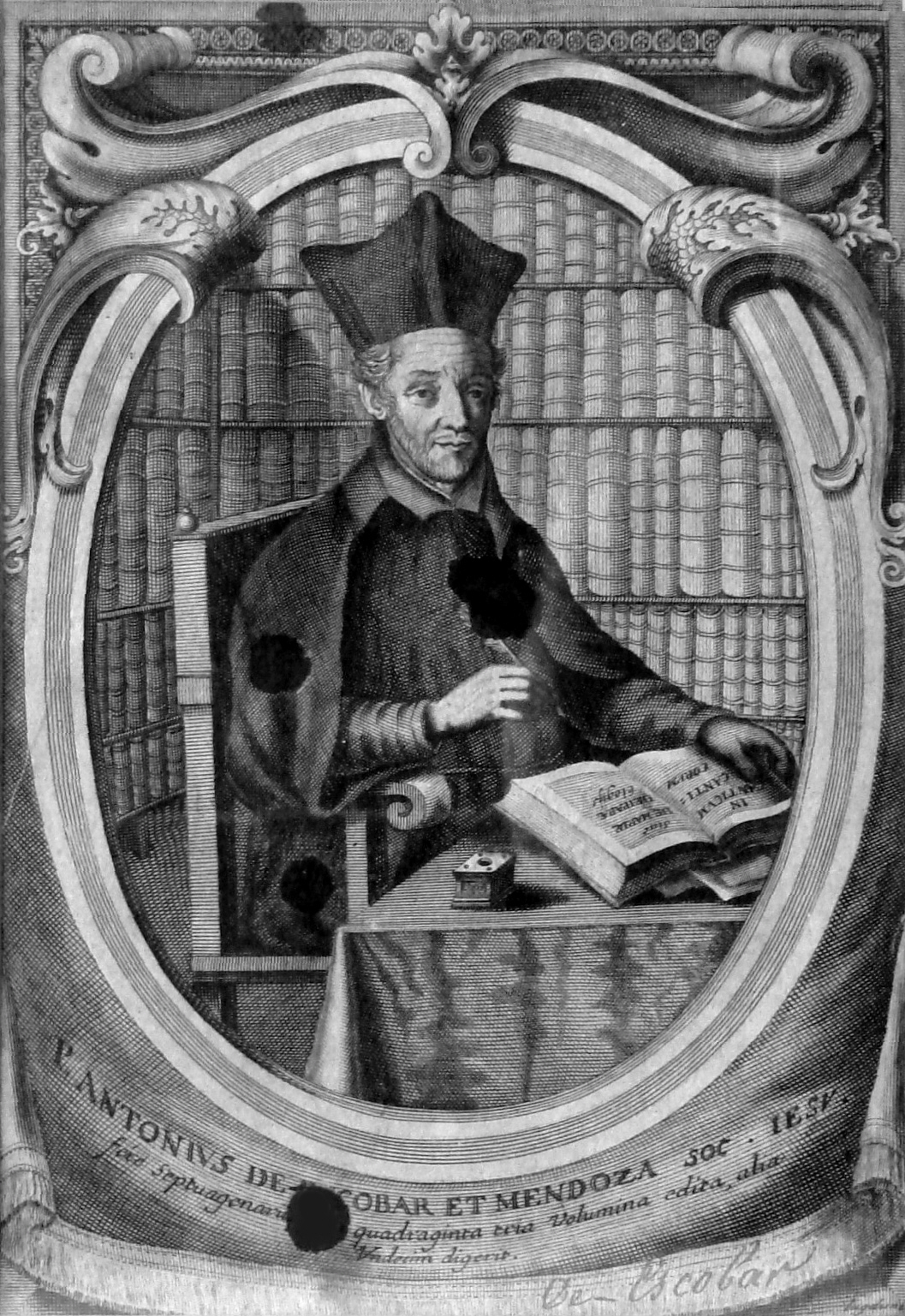
Antonio Escobar y Mendoza

Antonio Escobar y Mendoza (latin. Antonius de Escobar et Mendoza)  (* 1589 Valladolid; † 4. Juli 1669 Valladolid) war ein spanischer Jesuit und  theologischer Schriftsteller.

## Leben
Escobar stammte aus adeliger Familie. Er wurde bei den Jesuiten erzogen und trat 1605 in deren Orden ein. Später wurde er für einige Jahre Rektor des Jesuitenkollegs von Valladolid, wo er auch bis an sein Lebensende wirkte. Er war ein berühmter Prediger. Er lebte bescheiden, hielt sich streng an die Regeln des Ordens und kümmerte sich um Gefangene, Arme und Kranke.

## Werk
Escobars umfangreiches, theologisches Schrifttum umfasst 83 Bände in lateinischer Sprache. Seine ersten literarischen Versuche waren Verse zum Lobe von Ignatius von Loyola (1613) und der Jungfrau Maria (1618). Die späteren Hauptwerke befassten sich mit der Exegese, besonders aber mit der Moraltheologie und der Kasuistik. Escobar gilt als Hauptvertreter des Laxismus, einer von der strengen Kirchenmoral abweichenden Denkrichtung der Moraltheologie. So wurde auch Escobars Hauptschrift Summula casuum conscientiae (1627) Anlass für einen Streit mit Blaise Pascal, der Escobar vorwarf, kirchliche Moralvorstellungen infrage zu stellen. Escobar vertrat die berühmt gewordene Maxime, dass die Reinheit der Absicht schon genüge, menschliches Handeln zu rechtfertigen. Die Auseinandersetzung mit Pascal führte dazu, dass Escobars Werke in Paris, Bordeaux, Rennes und Rouen auf Beschluss der Stadträte öffentlich verbrannt wurden. 1679 – zehn Jahre nach dem Tode Escobars – ließ Papst Innozenz XI. einige der Schriften Escobars, Francisco Suárez und anderer Kasuisten wegen Laxismus auf den Index setzen.

## Schriften
- Summa causa conscientiae (1627)
- Liber theologiae moralis (1644, München, Wagner 1646)
- Universae theologiae moralis problemata (1652–1666)